# Kompressionsmodul

Verformung unter gleichmäßigem Druck

Der Kompressionsmodul (Formelzeichen K) ist eine intensive und stoffeigene physikalische Größe aus der Elastizitätslehre. Er beschreibt, welche allseitige Druckänderung nötig ist, um eine bestimmte Volumenänderung hervorzurufen (dabei darf kein Phasenübergang auftreten).
Die SI-Einheit des Kompressionsmoduls ist  Pascal bzw. Newton pro Quadratmeter.
Dass Stoffe einer Kompression (Verdichtung, Komprimierung) Widerstand entgegensetzen, beruht in erster Linie auf Wechselwirkungen der enthaltenen Elektronen.

## Allgemeines
Die Kompression ist ein (allseitiges) Zusammendrücken eines Körpers/massegefüllten Raumes, welcher sein Volumen verringert und seine Dichte (Massendichte) erhöht. Körper werden nur als kompressibel bezeichnet, wenn die auftretenden Druckveränderungen ausreichen, um merkliche Dichteänderungen zu verursachen, was meist (nur) bei Gasen der Fall ist. Wenn keine merklichen Dichteänderungen auftreten, nennt man die Körper inkompressibel (siehe auch inkompressibles Fluid).
In der Festigkeitslehre wird im Allgemeinen jeder Festkörper als verformbar angenommen (sowohl in Form (reiner Schub) als auch bzgl. hydrostatischer Volumenveränderungen (kompressibel)). Nach dem Vorgang ist der Körper verdichtet (komprimiert). In der Regel erfolgt nur eine elastische Verformung, d. h., beim Nachlassen des Drucks kehrt sich die Verdichtung wieder um, der Körper dehnt sich wieder aus (Expansion). Abhängig vom Material kann aber auch eine bleibende Änderung der Struktur eintreten (z. B. plastische Verformung, Zerbröseln von Beton, Kornumlagerungen im Grundbau).
Der Kompressionsmodul beschreibt nur den spontan elastischen Anteil (des hydrostatischen Anteiles) der Volumenänderung, weder plastische noch bruchmechanische noch viskoelastische Anteile gehen ein, auch eventuelle thermische Verformungen werden vorher abgezogen.
Die Beziehung zwischen dem Volumen eines Festkörpers und dem auf ihn wirkenden äußeren hydrostatischen Druck wird beschrieben durch die  Gleichungen nach Murnaghan und Birch.

## Definition
Der Kompressionsmodul ist definiert über die spontan elastische Veränderung des Volumens (und damit der Dichte) zufolge eines Drucks bzw. mechanischer Spannung:
{\displaystyle K:=-V\cdot \underbrace {\frac {\mathrm {d} p}{\mathrm {d} V}} _{<0}=-{\frac {\mathrm {d} p}{\mathrm {d} V/V}}>0}
Dabei stehen die einzelnen Formelzeichen für folgende Größen:
| {\displaystyle V}               | Volumen                        |
| {\displaystyle \mathrm {d} p}   | infinitesimale Druckänderung   |
| {\displaystyle \mathrm {d} V}   | infinitesimale Volumenänderung |
| {\displaystyle \mathrm {d} V/V} | relative Volumenänderung       |

Das negative Vorzeichen wurde gewählt, da Druckzuwachs das Volumen verringert ({\displaystyle \mathrm {d} V/\mathrm {d} p} ist negativ), praktischerweise {\displaystyle K} aber positiv sein sollte. Der Kompressionsmodul hängt u. a. von der Temperatur und vom Druck ab.
Der Kompressionsmodul stellt die Spannungs- bzw. jene fiktive Druckdifferenz zum aktuellen Druck dar, bei dem das Volumen zu Null werden würde, wenn lineare Elastizität, d. h. {\displaystyle \mathrm {d} p/\mathrm {d} V=\mathrm {const} }, und geometrische Linearität in den Ortskoordinaten (somit nicht in den Materialkoordinaten) gegeben wäre, also der Kompressionsmodul bei höheren Drücken nicht ansteigen würde.

## Kompressibilität

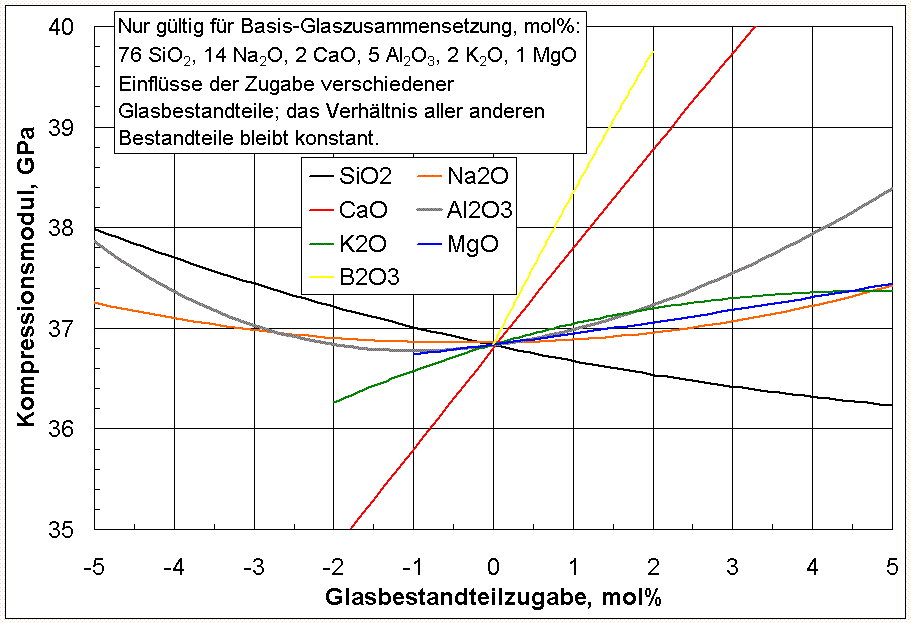
Einflüsse der Zugabe ausgewählter Glasbestandteile auf den Kompressionsmodul eines speziellen Basisglases.

Bei Gasen und Flüssigkeiten wird statt des Kompressionsmoduls oft sein Kehrwert verwendet. Dieser wird Kompressibilität (Formelzeichen: κ oder χ) oder auch Kompressibilitätskoeffizient genannt:
{\displaystyle \kappa ={\frac {1}{K}}=-{\frac {\mathrm {d} V/V}{\mathrm {d} p}}=-{\frac {1}{V}}{\frac {\mathrm {d} V}{\mathrm {d} p}}}.
Man unterscheidet
- isotherme Kompressibilität {\displaystyle \kappa _{T}} (bei konstanter Temperatur {\displaystyle T} und konstanter Teilchenzahl {\displaystyle N}), wobei {\displaystyle F(T,V,N)} die Freie Energie ist:
{\displaystyle \kappa _{T}=-{\frac {1}{V}}\left({\frac {\partial V}{\partial p}}\right)_{T,N}={\frac {1}{V}}\left({\frac {\partial ^{2}F}{\partial V^{2}}}\right)_{T,N}^{-1}}
- adiabatische Kompressibilität {\displaystyle \kappa _{S}} (bei konstanter Entropie {\displaystyle S} und konstanter Teilchenzahl {\displaystyle N}), wobei {\displaystyle U(S,V,N)} die Innere Energie ist:
{\displaystyle \kappa _{S}=-{\frac {1}{V}}\left({\frac {\partial V}{\partial p}}\right)_{S,N}={\frac {1}{V}}\left({\frac {\partial ^{2}U}{\partial V^{2}}}\right)_{S,N}^{-1}\;.}

In der Näherung eines idealen Gases berechnet sich
- die isotherme Kompressibilität nach dem Boyle-Mariotte-Gesetz: {\displaystyle \kappa _{T}={\frac {1}{p}}}
- die adiabatische Kompressibilität nach der Adiabatengleichung für ein ideales Gas: {\displaystyle \kappa _{S}={\frac {1}{\gamma \cdot p}}\;,}

wobei {\displaystyle \gamma } (oft auch als {\displaystyle \kappa } bezeichnet) der Isentropenexponent ist.
Die Kompressibilität von Flüssigkeiten wurde lange bezweifelt, bis sie John Canton 1761, Jacob Perkins 1820 und Hans Christian Oersted 1822 durch Messungen nachweisen konnten.

## Kompressionsmodul von Festkörpern mit isotropem Materialverhalten
Unter Voraussetzung linear-elastischen Verhaltens und isotropen Materials kann man den Kompressionsmodul {\displaystyle K} aus anderen Elastizitätskonstanten berechnen:
{\displaystyle K={\frac {E}{3-6\nu }}={\frac {GE}{9G-3E}}={\frac {2G(1+\nu )}{3(1-2\nu )}}}
mit
{\displaystyle E} – Elastizitätsmodul
{\displaystyle G} – Schubmodul
{\displaystyle \nu }  – Poissonzahl

### Wasser

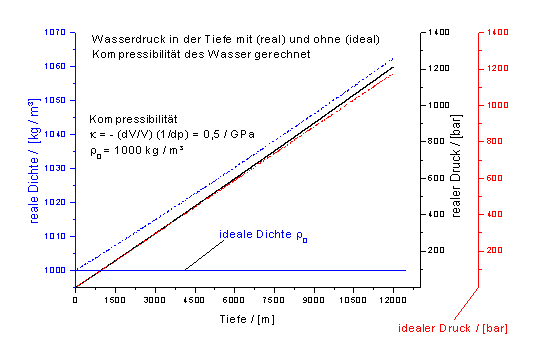
Wasserdruck mit und ohne Kompressibilität

Der Kompressionsmodul von Wasser beträgt bei einer Temperatur von 10 °C unter Normaldruck 2,08·109 Pa und 2,68·109 Pa bei 100 MPa.
Bezieht man die Kompressibilität des Wassers in die Berechnung des Drucks mit ein, ergibt sich mit der Kompressibilität
{\displaystyle \kappa =-{\frac {\mathrm {d} V}{V\cdot \mathrm {d} p}}=0{,}5{\frac {1}{\mathrm {GPa} }}}
das rechte Diagramm.
Bei einer Dichte von 1000 kg/m³ an der Oberfläche erhöht sich durch die Kompressibilität des Wassers die Dichte in 12 km Tiefe auf dort 1051 kg/m³. Der zusätzliche Druck durch die höhere Dichte von Wasser in der Tiefe beläuft sich auf etwa 2,6 Prozent gegenüber dem Wert bei Vernachlässigung der Kompressibilität. Hierbei bleiben jedoch die im Meer weiterhin vorherrschenden Einflüsse von Temperatur, Gas- und Salzgehalten unberücksichtigt.

### Neutronensterne
Bei Neutronensternen sind unter dem Druck der Gravitation alle Atomhüllen zusammengebrochen und aus den Elektronen der Hüllen und den Protonen der Atomkerne Neutronen entstanden. Neutronen sind die inkompressibelste Form der Materie, die bekannt ist. Ihr Kompressionsmodul liegt 20 Größenordnungen über dem von Diamant unter Normalbedingungen.

## Beispiele
| Stoff                                            | Kompressionsmodul in GPa                        |
| ------------------------------------------------ | ----------------------------------------------- |
| Luft (unter Normalbedingung)                     | 001,01·10−4 (isotherm) 01,42·10−4 (adiabatisch) |
| Helium (fest)                                    | 000,05 (geschätzt)                              |
| Methanol                                         | 000,823                                         |
| Ethanol                                          | 000,896                                         |
| Aceton                                           | 000,92                                          |
| Öl                                               | 001…1,6                                         |
| Caesium                                          | 01,6                                            |
| Wasser                                           | 002,08 (000,1 MPa) 002,68 (100,0 MPa)           |
| Rubidium                                         | 002,5                                           |
| Glycerin                                         | 004,35                                          |
| Natrium                                          | 006,3                                           |
| Iod                                              | 07,7                                            |
| Methanhydrat                                     | 009,1 (Mittelwert im Bereich 10…100 MPa)        |
| Barium                                           | 009,6                                           |
| Lithium                                          | 011                                             |
| Quecksilber                                      | 028,5                                           |
| Bismut                                           | 031                                             |
| Glas                                             | 035…55                                          |
| Blei                                             | 046                                             |
| Aluminium                                        | 076                                             |
| Stahl                                            | 160                                             |
| Gold                                             | 180                                             |
| Borcarbid                                        | 271                                             |
| Magnesiumoxid                                    | 277                                             |
| Bor                                              | 320                                             |
| Rhodium                                          | 380                                             |
| Diamant                                          | 442                                             |
| Osmium                                           | 462                                             |
| Aggregierte Diamant- Nanostäbchen (ADNR)         | 491 (härtestes bekanntes Material)              |
| Hintergrundfarben: Gase Flüssigkeiten Feststoffe |                                                 |

## Umrechnung zwischen den elastischen Konstanten isotroper Festkörper
| Der Modul…                                                                 | …ergibt sich aus:                         | …ergibt sich aus:                                      | …ergibt sich aus:                                  | …ergibt sich aus:                                 | …ergibt sich aus:                                                                                          | …ergibt sich aus:                                  | …ergibt sich aus:                                       | …ergibt sich aus:                                         | …ergibt sich aus:                                          | …ergibt sich aus:                                 | …ergibt sich aus:                                  |
| Der Modul…                                                                 | {\displaystyle (K,\,E)}                   | {\displaystyle (K,\,\lambda )}                         | {\displaystyle (K,\,G)}                            | {\displaystyle (K,\,\nu )}                        | {\displaystyle (E,\,\lambda )}                                                                             | {\displaystyle (E,\,G)}                            | {\displaystyle (E,\,\nu )}                              | {\displaystyle (\lambda ,\,G)}                            | {\displaystyle (\lambda ,\,\nu )}                          | {\displaystyle (G,\,\nu )}                        | {\displaystyle (G,\,M)}                            |
| -------------------------------------------------------------------------- | ----------------------------------------- | ------------------------------------------------------ | -------------------------------------------------- | ------------------------------------------------- | --- | -------------------------------------------------- | ------------------------------------------------------- | --------------------------------------------------------- | ---------------------------------------------------------- | ------------------------------------------------- | -------------------------------------------------- |
| Kompressionsmodul {\displaystyle K\,}                                      | {\displaystyle K}                         | {\displaystyle K}                                      | {\displaystyle K}                                  | {\displaystyle K}                                 | {\displaystyle (E+3\lambda )/6+}{\displaystyle {\tfrac {\sqrt {(E+3\lambda )^{2}-4\lambda E}}{6}}}         | {\displaystyle {\tfrac {EG}{3(3G-E)}}}             | {\displaystyle {\tfrac {E}{3(1-2\nu )}}}                | {\displaystyle \lambda +}{\displaystyle {\tfrac {2G}{3}}} | {\displaystyle {\tfrac {\lambda (1+\nu )}{3\nu }}}         | {\displaystyle {\tfrac {2G(1+\nu )}{3(1-2\nu )}}} | {\displaystyle M-}{\displaystyle {\tfrac {4G}{3}}} |
| Elastizitätsmodul {\displaystyle E\,}                                      | {\displaystyle E}                         | {\displaystyle {\tfrac {9K(K-\lambda )}{3K-\lambda }}} | {\displaystyle {\tfrac {9KG}{3K+G}}}               | {\displaystyle 3K(1-2\nu )\,}                     | {\displaystyle E}                                                                                          | {\displaystyle E}                                  | {\displaystyle E}                                       | {\displaystyle {\tfrac {G(3\lambda +2G)}{\lambda +G}}}    | {\displaystyle {\tfrac {\lambda (1+\nu )(1-2\nu )}{\nu }}} | {\displaystyle 2G(1+\nu )\,}                      | {\displaystyle {\tfrac {G(3M-4G)}{M-G}}}           |
| 1. Lamé-Konstante {\displaystyle \lambda \,}                               | {\displaystyle {\tfrac {3K(3K-E)}{9K-E}}} | {\displaystyle \lambda }                               | {\displaystyle K-}{\displaystyle {\tfrac {2G}{3}}} | {\displaystyle {\tfrac {3K\nu }{1+\nu }}}         | {\displaystyle \lambda }                                                                                   | {\displaystyle {\tfrac {G(E-2G)}{3G-E}}}           | {\displaystyle {\tfrac {E\nu }{(1+\nu )(1-2\nu )}}}     | {\displaystyle \lambda }                                  | {\displaystyle \lambda }                                   | {\displaystyle {\tfrac {2G\nu }{1-2\nu }}}        | {\displaystyle M-2G\,}                             |
| Schubmodul {\displaystyle G} bzw. {\displaystyle \mu } (2. Lamé-Konstante) | {\displaystyle {\tfrac {3KE}{9K-E}}}      | {\displaystyle {\tfrac {3(K-\lambda )}{2}}}            | {\displaystyle G}                                  | {\displaystyle {\tfrac {3K(1-2\nu )}{2(1+\nu )}}} | {\displaystyle (E-3\lambda )+}{\displaystyle {\tfrac {\sqrt {(E-3\lambda )^{2}+8\lambda E}}{4}}}           | {\displaystyle G}                                  | {\displaystyle {\tfrac {E}{2(1+\nu )}}}                 | {\displaystyle G}                                         | {\displaystyle {\tfrac {\lambda (1-2\nu )}{2\nu }}}        | {\displaystyle G}                                 | {\displaystyle G}                                  |
| Poissonzahl {\displaystyle \nu \,}                                         | {\displaystyle {\tfrac {3K-E}{6K}}}       | {\displaystyle {\tfrac {\lambda }{3K-\lambda }}}       | {\displaystyle {\tfrac {3K-2G}{2(3K+G)}}}          | {\displaystyle \nu }                              | {\displaystyle -(E+\lambda )+}{\displaystyle {\tfrac {\sqrt {(E+\lambda )^{2}+8\lambda ^{2}}}{4\lambda }}} | {\displaystyle {\tfrac {E}{2G}}}{\displaystyle -1} | {\displaystyle \nu }                                    | {\displaystyle {\tfrac {\lambda }{2(\lambda +G)}}}        | {\displaystyle \nu }                                       | {\displaystyle \nu }                              | {\displaystyle {\tfrac {M-2G}{2M-2G}}}             |
| Longitudinalmodul {\displaystyle M\,}                                      | {\displaystyle {\tfrac {3K(3K+E)}{9K-E}}} | {\displaystyle 3K-2\lambda \,}                         | {\displaystyle K+}{\displaystyle {\tfrac {4G}{3}}} | {\displaystyle {\tfrac {3K(1-\nu )}{1+\nu }}}     | {\displaystyle {\tfrac {E-\lambda +{\sqrt {E^{2}+9\lambda ^{2}+2E\lambda }}}{2}}}                          | {\displaystyle {\tfrac {G(4G-E)}{3G-E}}}           | {\displaystyle {\tfrac {E(1-\nu )}{(1+\nu )(1-2\nu )}}} | {\displaystyle \lambda +2G\,}                             | {\displaystyle {\tfrac {\lambda (1-\nu )}{\nu }}}          | {\displaystyle {\tfrac {2G(1-\nu )}{1-2\nu }}}    | {\displaystyle M}                                  |